# Elachista excelsicola
Elachista excelsicola là một loài bướm đêm thuộc họ Elachistidae. Nó được tìm thấy ở Áo, Ba Lan, Fennoscandia và miền bắc Nga. Nó cũng được tìm thấy ở Bắc Mỹ.
Sải cánh dài 8–12 mm.